# Boliniales
Boliniales (лат.) — порядок аскомицетовых грибов класса Sordariomycetes. Грибы являются сапрофитами. Плодовое тело может быть чёрное и блестящее. У некоторых видов строма неправильной формы.

## Роды
Семейство Boliniaceae
- Apiocamarops
- Camaropella
- Camarops
- Cornipulvina
- Endoxyla
- Lentomitella
- Linostomella
- Mollicamarops
- Neohypodiscus
- Pseudovalsaria

Семейство Catabotrydaceae
- Catabotrys
- Pseudonectriella